# Гауте Геберг Ветті
Гауте Геберг Ветті (норв. Gaute Høberg Vetti, нар. 2 вересня 1998, Берген, Норвегія) — норвезький футболіст, півзахисник клубу «Буде-Глімт».

## Ігрова кар'єра

### Клубна
Гауте Геберг Ветті народився у місті Берген і є вихованцем місцевого клубу «Бранн», де він починав грати у молодіжній команді. Де провів один матч у Юнацькій лізі УЄФА у 2015 році.
2017 рік футболіст почав у клубі другого дивізіону «Нест-Сотра». А вже у наступному сезоні Ветті повернувся до вищого дивізіону, коли підписав контракт з клубом «Сарпсборг 08». 7 травня 2018 року півзахисник дебютував у складі нової команди. Через травми у 2019 і 2021 роках футболіст пропустив багато ігрового часу.
У січні 2022 року Ветті перейшов до «Буде-Глімт», з яким підписав контракт до 2025 року. 20 березня він зіграв першу гру в основі команди у матчі на Кубок Норвегії, а на початку квітня дебютував у матчах чемпіонату. У серпні 2023 року Ветті був відправлений в оренду до кінця сезону у клуб «Стабек».

### Збірна
У 2019 році Гауте Ветті провів три гри у складі молодіжної збірної Норвегії.